# F.C. De Kampioenen seizoen 16
Reeks 16 van F.C. De Kampioenen werd voor de eerste keer uitgezonden tussen 3 december 2005 en 25 februari 2006. De reeks telt 13 afleveringen. Aan het begin van de reeks was er één nieuw hoofdpersonage: Maurice de Praetere, vertolkt door Tuur De Weert. Er was ook een nieuwe begingeneriek.

## Overzicht
| Nr. serie | Nr. reeks | Titel van aflevering | Scenarist(en)      | Uitzenddatum     |  |
| --- | --------- | -------------------- | ------------------ | ---------------- |  |
| 196 | 1         | Kopzorgen            | Bart Cooreman      | 3 december 2005  |  |
| Billie maakt zijn moeder wijs dat hij homo is omdat ze altijd zijn vriendinnetjes wegjaagt. Carmen kan niet slapen door het gesnurk van Xavier. Ze probeert allerlei middeltjes. Uiteindelijk komt Fernand aan met de oplossing. |           |                      |                    |                  |  |
| 197 | 2         | Lief klein Bolleke   | René Swartenbroekx | 10 december 2005 |  |
| Er zijn kosten aan het Bolleke van Marc. Pascale hoopt op een kleinkind. Als Maurice het café komt vernissen grijpt ze haar kans en gaat ze logeren bij Marc en Bieke. Omdat het woord "Bolleke" en "boeleke" veel op elkaar lijken ontstaat er al snel een misverstand als Bieke het eerste weigert te laten maken. Boma wil Pascale weer eens verleiden. |           |                      |                    |                  |  |
| 198 | 3         | Verslaafd            | Knarf Van Pellecom | 17 december 2005 |  |
| Carmen probeert te stoppen met roken. Dat is makkelijker gezegd dan gedaan. Helga Botermans komt haar helpen. Moonbeam, het nieuwe lief van Billie, is een veganiste. Wanneer Doortje paddenstoelen vindt in de boekentas van Billie denkt ze dat hij drugs gebruikt. |           |                      |                    |                  |  |
| 199 | 4         | De tribune           | Jan Schuermans     | 24 december 2005 |  |
| Er ontstaat discussie over het geld uit de clubkas: de vrouwen willen er een reis naar Venetië mee maken, de mannen willen liever een tribune. Fernand laat zich overhalen door Bieke om een echte tribune te maken. Pol heeft echter al een voorschot betaald. Marc en Bieke laten zich testen in een fertiliteitskliniek. Marc begrijpt het advies van de dokter iets te letterlijk. |           |                      |                    |                  |  |
| 200 | 5         | Feest!               | Bart Cooreman      | 31 december 2005 |  |
| Om hun seksleven nieuw leven in te blazen, doen Xavier en Carmen hun huwelijksreis op camping Marina in Blankenberge opnieuw. Xavier speelt zijn 500e match voor F.C. De Kampioenen. Er wordt een groot feest rondgebouwd. Fernand maakt Xavier wijs dat hij vervangen wordt door Danny Verlinden. De Kampioenen spelen een wedstrijd tegen een elftal van vedetten (met onder andere Dany Verlinden Mike Verstraeten) en Doortje, Bieke en Pascale zingen You're simply the best van Tina Turner. |           |                      |                    |                  |  |
| 201 | 6         | Een beetje verliefd  | Bart Cooreman      | 7 januari 2006   |  |
| Ma DDT komt op bezoek bij Fernand. Hij staat niet te springen op haar visite, maar als hij in de gaten heeft dat ze nog steeds verliefd is op hem stelt hij haar voor om met haar te trouwen. De Kampioenen doen er alles aan om het huwelijk niet door te laten gaan. Billie wil een brommer. Dat mag van Doortje, als hij mee komt zingen bij het kerkkoor. Daar loopt Billie een bekende tegen.                                                                                                 |           |                      |                    |                  |  |
| 202 | 7         | Het goede doel       | An Swartenbroekx   | 14 januari 2006  |  |
| Boma wil regionaal manager van het jaar worden en organiseert een benefiet. Iedereen oefent zijn eigen showtje. Pascale is onder de indruk van zijn liefdadigheid en ziet Maurice een tijdje niet meer staan. Maurice beseft dat hij verliefd is op Pascale. |           |                      |                    |                  |  |
| 203 | 8         | Team spirit          | Bart Cooreman      | 21 januari 2006  |  |
| Frank Casteleyns wordt mental coach van de Kampioenen. Hij maakt van de Kampioenen een echt topteam, met alle gevolgen van dien. Ook Fernand raakt onder de indruk van Frank. |           |                      |                    |                  |  |
| 204 | 9         | De eerste prijs      | René Swartenbroekx | 28 januari 2006  |  |
| De grasmaaier van de Kampioenen laat het afweten. Ondertussen wint Doortje een koe met een tombola. De Kampioenen besluiten een "Schijt je rijk"-wedstrijd te organiseren. Met de inkomsten kunnen ze dan een nieuwe grasmaaier kopen. Billie wil een tatoeage laten zetten om Greetje, een meisje van de kinderboerderij te veroveren. Hij is echter te jong om er een te zetten en van Doortje mag het niet.                                                                                     |           |                      |                    |                  |  |
| 205 | 10        | Voedselvergiftiging  | Knarf Van Pellecom | 4 februari 2006  |  |
| De frituur van Carmen gaat in zee met een concurrent van Boma. De tegenstanders van de Kampioenen worden na de wedstrijd ziek: voedselvergiftiging luidt het verdict. Boma verkoopt de frituur aan Carmen om te voorkomen dat hij in de gevangenis vliegt door de voedingsinspecteur. Fernand komt in conflict met Marc en Bieke als hij een nieuwe douche installeert. |           |                      |                    |                  |  |
| 206 | 11        | Valentijn            | Knarf Van Pellecom | 11 februari 2006 |  |
| Carmen geeft haar ontslag als kuisvrouw. De Poolse Barbara komt in haar plaats. Zij bakt er echter niets van en heeft een ernstig drankprobleem. Pascale is bang dat Maurice hun eerste Valentijn samen zal vergeten. Maurice geeft de opdracht aan Marc om een romantische Valentijn te organiseren voor hem en Pascale: een boottocht. Daardoor vergeet Marc iets voor Bieke te regelen. |           |                      |                    |                  |  |
| 207 | 12        | Nonkel Gilbert       | Jan Schuermans     | 18 februari 2006 |  |
| Het gaat niet goed tussen Pascale en Maurice. Pascale is het beu dat zijn moeder altijd op de eerste plaats komt. Ze besluit Maurice een poets te bakken door te doen alsof ze moet passen op haar nonkel Gilbert. Albert, een nonkel van Fernand, komt op bezoek. Hij neemt de rol van Gilbert voor zijn rekening. Carmen schakelt een plastisch chirurg in voor Xavier. De Limburgse dokter ziet echter bij Carmen wat gebreken op esthetisch vlak.                                              |           |                      |                    |                  |  |
| 208 | 13        | Amen en uit          | Bart Cooreman      | 25 februari 2006 |  |
| Marc raakt zijn trouwring kwijt. Fernand vindt hem en probeert er geld voor te krijgen van Marc. Boma verplicht Pol om voor een breuk te zorgen tussen Pascale en Maurice, zo niet doekt hij de ploeg op. Doortje heeft tickets gekocht voor een gospelconcert waar Pol niet naar toe wil gaan. Als hij hoort dat de moeder van Maurice die tickets niet kon bemachtigen, ziet hij een kans. De moeder van Maurice (maman) komt langs.                                                             |           |                      |                    |                  |  |

## Hoofdcast
- Marijn Devalck (Balthasar Boma)
- Loes Van den Heuvel (Carmen Waterslaeghers)
- Johny Voners (Xavier Waterslaeghers)
- Ann Tuts (Doortje Van Hoeck)
- Ben Rottiers (Pol De Tremmerie)
- An Swartenbroekx (Bieke Crucke)
- Herman Verbruggen (Marc Vertongen)
- Danni Heylen (Pascale De Backer)
- Tuur De Weert (Maurice de Praetere)
- Jaak Van Assche (Fernand Costermans)

## Vaste gastacteurs
(Personages die door de reeksen heen meerdere keren opduiken)
- Rob Teuwen (Billie Coppens)
- Ella Leyers (Saartje Dubois)
- Joren Seldeslachts (Steven)
- Achiel Van Malderen (Dierenarts André Van Tichelen)
- Kadèr Gürbüz (dokter Helga Botermans)
- Vera Puts (Truus Pinckers)
- Jenny Tanghe (Georgette "Ma DDT" Verreth)
- Jo Decaluwe (notaris)
- Fred Van Kuyk (Jean-Luc Grootjans)
- Luk D'Heu (Freddy Van Overloop)
- Suzanne Juchtmans (Maman de Praetere)

## Scenario
Scenario:
- Bart Cooreman
- René Swartenbroekx
- Knarf Van Pellecom
- Jan Schuermans
- An Swartenbroekx

Script-editing:
- Knarf Van Pellecom
- Bart Cooreman

## Regie
- Etienne Vervoort
- Anne Ingelbrecht

## Productie
- Rik Stallaerts